# Faldir Chahbari
Faldir Chahbari né le 30 août 1979 a Ijermaouas (en) (région montagneuse du Rif) est un kick-boxeur néerlando-marocain. Chahbari remporte dans sa carrière plusieurs titres dans le Muay Thai en fut champion du monde dans le Poids welters. Depuis 2006, il combat également sous K-1 MAX. Il s'entraîne avec la Team Beast of the East à Warnsveld et Apeldoorn et combat sous nationalité sportive marocaine. Il réside actuellement à Brummen.
Chahbari est aveugle de l'œil gauche, mais combat les titres internationaux malgré son handicap. Il déclare: "Depuis petit, je n'ai jamais considéré cela comme un handicap et cela même dans le ring. D'après mon opticien, mon œil droit fonctionne mieux que la population moyenne. Je me suis habitué et j'ai appris à avoir de reflexes. Je trouve pas que cela a un impact sur mes combats car je n'ai jamais perdu un combat à cause de mon œil gauche. Ça en dit assez je pense."

## Palmarès
- 2001: Champion européen Muay Thai IKBO / -67 kg
- 2002: Champion néerlandais Muay Thai WPKL / -67 kg
- 2003: Champion néerlandais Muay Thai WPKL / -67 kg
- 2003: Champion européen Muay Thai (Glasgow) / -67 kg
- 2003: Champion du monde Muay Muay Thai (Thailand) / -67 kg
- 2004: Champion néerlandais Muay Thai WFCA / -70 kg
- 2005: Champion du monde Muay Thai (Thailand) IFMA / -70 kg
- 2005: Champion néerlandais Muay Thai WFCA / -70 kg
- 2006: Champion néerlandais Muay Thai WFCA / -70 kg
- 2006: Finaliste K-1 MAX Nederland
- 2006: Champion néerlandais Muay Thai WFCA / -70 kg
- 2007: Champion néerlandais WFCA / -70 kg
- 2007: Champion européen Muay Thai WFCA / -70 kg
- 2008: Champion du monde Muay Thai WFCA / -70 kg
- 2009: Champion du monde Muay Thai WFCA / -70 kg
- 2011: Champion 8 man toernooi (Stuttgart) -72,5 kg
- 2013: Champion du monde KING OF THE RING -72,5 kg